# Pseudophaloe verania
Pseudophaloe verania är en fjärilsart som beskrevs av Druce 1884. Pseudophaloe verania ingår i släktet Pseudophaloe och familjen björnspinnare. Inga underarter finns listade.